# Haydnhof

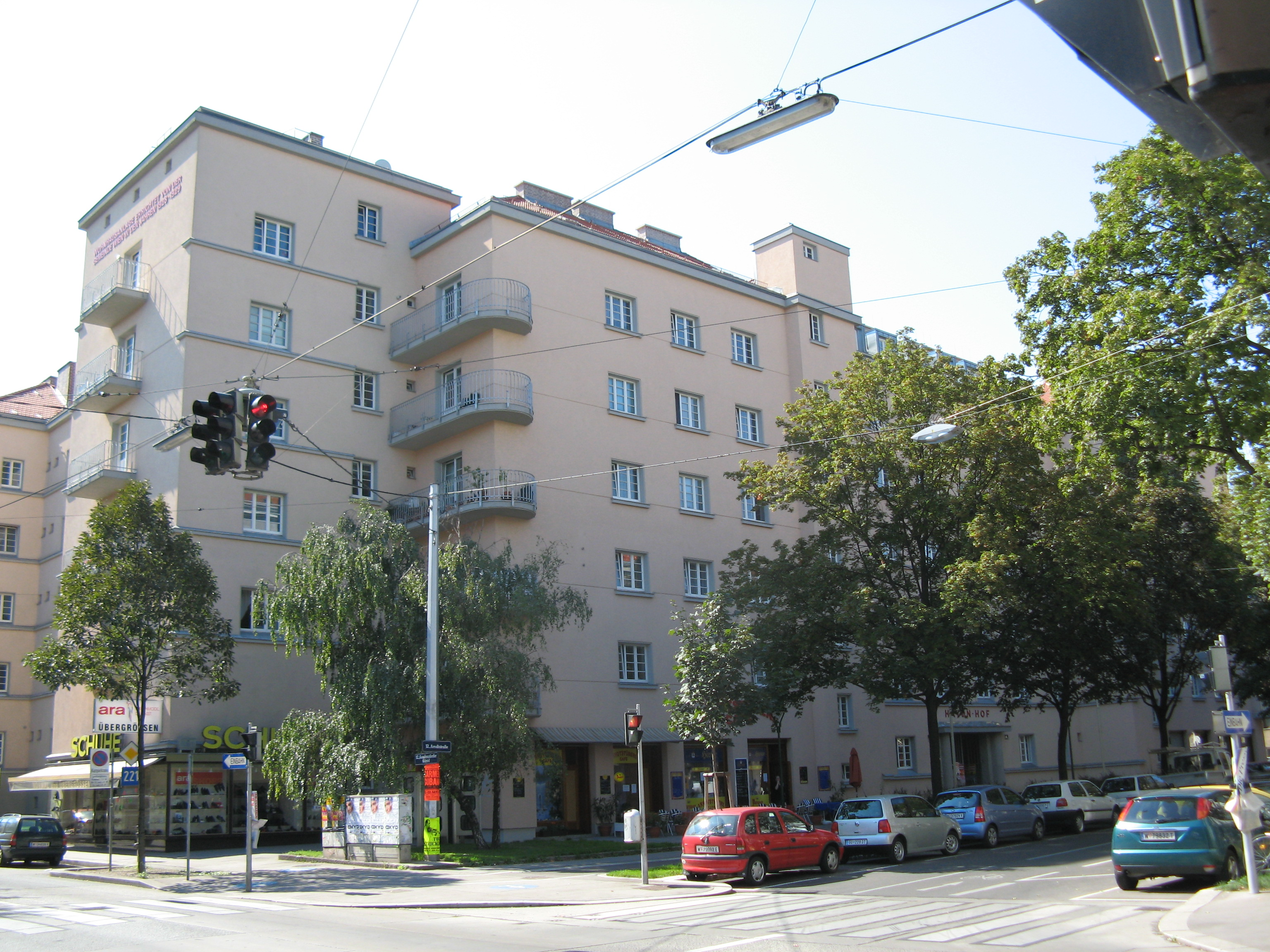
Haydnhof, Ecke Gaudenzdorfer Gürtel und Arndtstraße

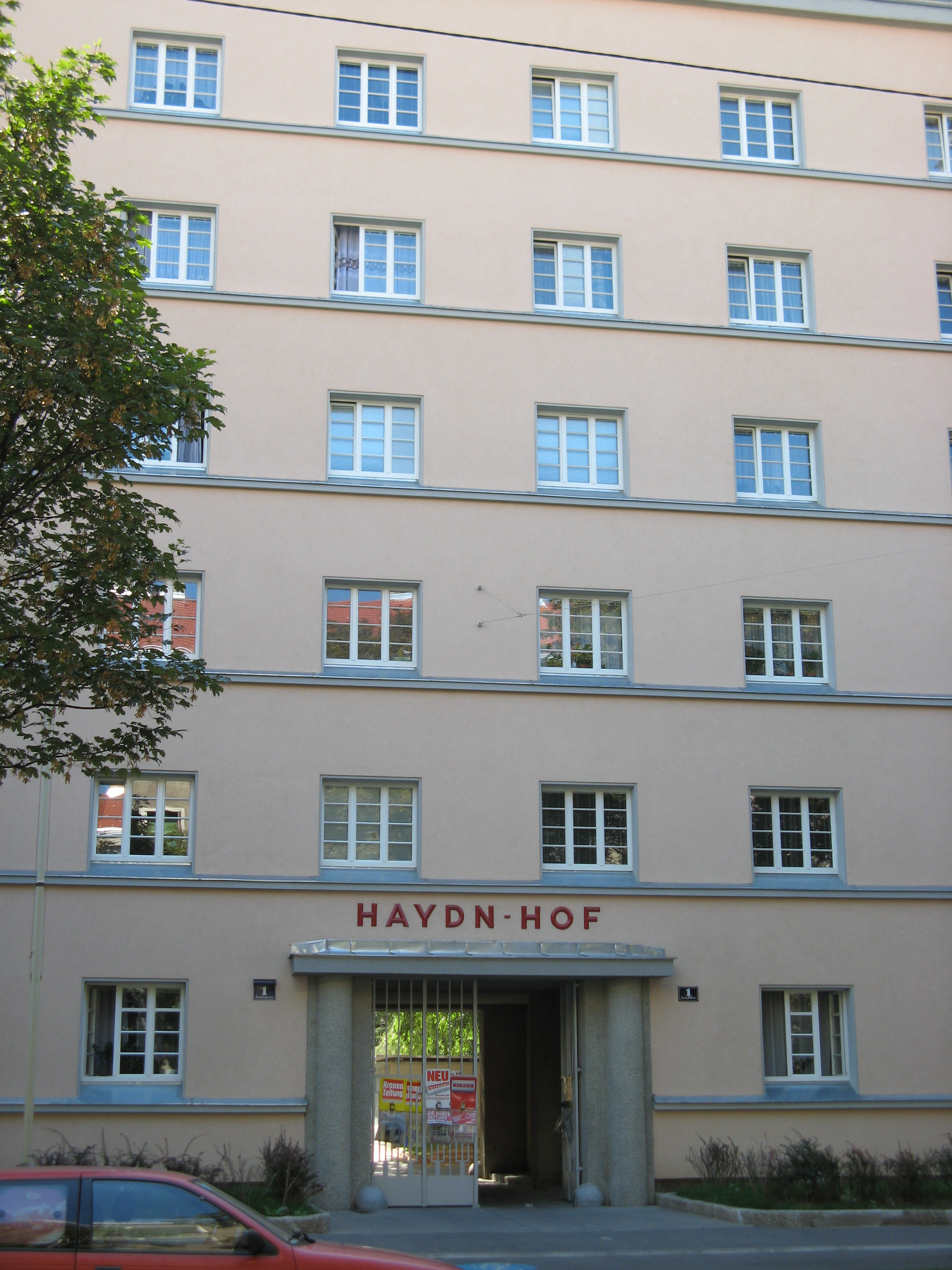
Eingang in der Arndtstraße

Der Haydnhof ist eine städtische Wohnhausanlage in Wien-Meidling. Er wurde von 1928 bis 1929 nach Plänen von August Hauser erbaut.

## Baubeschreibung
Die Anlage befindet sich am Gaudenzdorfer Gürtel 15 und wird von der Arndtstraße, der Siebertgasse und der Steinbauergasse begrenzt. Beim Haydnhof handelt es sich um einen typischen sozialen Wohnbau des Roten Wien der Zwischenkriegszeit. Die Anlage wurde für 304 Wohnungen konzipiert und umschließt einen weitläufigen Innenhof mit einem Kindertagesheim. Die großteils glatten Fassaden werden durch vor- und zurückspringende Bauteile, Balkone und Loggien gegliedert.

## Geschichte
Die Pläne von August Hauser gingen als Siegerprojekt aus einem Wettbewerb hervor. Nachdem 1926 der Haydnpark auf dem Gelände des ehemaligen Hundsturmer Friedhofes angelegt worden war, wo seinerzeit der Komponist Joseph Haydn begraben und dessen Grabstein im Park aufgestellt wurde, benannte die Stadt auch die ganz in der Nähe gelegene neue Wohnhausanlage nach dem Komponisten. Eine Tafel an der Arndtstraße macht darauf aufmerksam.
Während des Österreichischen Bürgerkrieges wurde der Haydnhof am 12. Februar 1934 von Mitgliedern des Schutzbundes besetzt, die von hier aus die Polizei, die gegen den gegenüberliegenden Reumannhof vorging, beschoss. Daraufhin erstürmte die mit schweren Waffen bestückte Exekutive den Haydnhof noch am selben Tag. Allerdings kam es auch noch am Morgen des nächsten Tages zu einigen Feuergefechten.